# Energia solar termoelèctrica
S'anomena energia solar termoelèctrica a tota aquella energia obtinguda per la transformació de la calor radiant en energia elèctrica mitjançant la concentració dels rajos solars en un punt o mitjançant la xemeneia solar. Aquesta transformació sol fer-se en instal·lacions industrials que ocupen una gran àrea d'extensió. La concentració lumínica es produeix quan el nombre de rajos solars que passen per un punt és major al natural i s'aconsegueix mitjançant la reflexió. La concentració es mesura amb l'índex de concentració solar que és el nombre que representa la fracció equivalent a la divisió de la superfície radiada per la superfície de concentració dels rajos. Així doncs, si elaborem una instal·lació on la superfície radiada (perpendicular als rajos del sol) és de 4 metres quadrats i concentrem aquests rajos en només un metre quadrat la concentració seria 4, ja que 4/1 = 4. Es distingeix clarament que aquest nombre no té unitats, ja que no mesura cap magnitud concreta, és simplement l'índex d'una fracció.
Hi ha diferents models que s'han fet servir al llarg de la breu història de l'energia solar termoelèctrica, tanmateix molts prototips s'han utilitzat moltes vegades a petita escala per a l'estalvi energètic sense transformar en electricitat. L'energia solar termoelèctrica fa servir un fluid (aigua, aire o algun gas en concret), l'escalfa a altes temperatures i mitjançant algun dels processos de cogeneració la transforma en electricitat. En les següents pàgines podem observar els diferents mètodes de conversió de l'energia solar en energia mecànica d'un fluid. Posteriorment, també podrem entendre el significat de la paraula "cogeneració", com es converteix l'energia mecànica en elèctrica, i els diversos mètodes de producció elèctrica.

## Sistemes de concentració

### Centrals Torre
Sistema actiu de concentració solar d'alta temperatura que necessita una gran extensió de terreny i produeix energia a gran escala. Consta d'una torre i una sèrie de miralls mòbils anomenats heliòstats que giren de manera que tots els rajos es concentrin en la torre en totes les hores del dia. Els heliòstats orientats i el focus formen sempre un paraboloide, forma tridimensional definida per una paràbola en revolució sobre el seu eix de simetria. Per la torre hi passa un fluid que adquireix el treball físic de la radiació solar que és alliberat i convertit en energia elèctrica per mitjà d'una turbina o un motor Stirling. Des dels anys vuitanta s'han fet diverses instal·lacions competint amb el model del concentrador amb forma cilíndrica - parabòlica i han arribat un punt que hi ha moltes empreses llançades a fer grans negocis. Els primers prototips van ser construïts a Espanya, Israel i Estats Units. L'any 2006 es va instal·lar a Sunlúcar Mayor, Sevilla la primera central torre comercial europea (PS10) de 115 metres d'altura i 624 heliòstats que produeixen 11MW. Aquesta central conjuntament amb altres equipaments d'energia solar de l'empresa Grupo Abengoa produiran al 2013 300 MW, potència suficient per alimentar energèticament tot Sevilla.

### Xemeneia solar
Sistema passiu de transformació d'energia solar tèrmica amb forma similar a les centrals torres però que no utilitza la concentració lumínica. Fa servir el diferencial de pressió i tèrmic permetent que l'aire ascendeixi. Aquest sistema d'aprofitament d'energia solar està inspirat en el model de ventilació d'habitatges per xemeneia solar, pròpiament explicat en l'apartat d'arquitectura d'aprofitament solar.
A la part inferior disposa de col·lectors transparents que permeten augmentar la temperatura de manera semblant a un hivernacle convencional. D'aquesta manera l'aire pot augmentar la seva energia cinètica i potencial i es converteix mitjançant unes turbines en electricitat. La primera xemeneia solar per a la producció d'electricitat la va instal·lar l'empresa Schlaich Bergermann & Partner (SBP) de Stuttgart (Alemanya) experimentalment a Manzanares (Espanya) amb una altura de 200 metres. Va ser un prototip experimental es produïen 50 kW (una potència elèctrica equivalent al consum de 50 habitatges) i va estar operatiu del 1982 al 1989. Actualment la torre més alta amb aquest sistema té 553 metres i està a Toronto. L'any 2005, l'empresa es va decidir per emprendre un altre projecte amb el model de xemeneia però molt més gran a Nova Gal·les del Sud, Austràlia. La torre comptarà amb 1000 metres i 32 aerogeneradors que produiran una energia de 200 MW (4000 vegades més que la central de Manzanares) i ocuparà 38 km².

### Concentrador cilindre-parabòlic
Sistema actiu a mitjana temperatura de concentració solar format per una forma parabòlica d'extrusió lineal i un tub en el focus per on circula un fluid que s'escalfa. Així es converteix l'energia de radiació solar en energia mecànica que fa funcionar un motor/turbina que la transforma en electricitat. És una forma desenvolupable (es pot fabricar a partir d'una superfície plana), que s'orienta conjuntament sense de necessitat d'orientar independentment una sèrie de miralls o heliòstats. A més, només és necessari orientar el col·lector en una de les dues direccions del sol (est-oest o amunt-avall), ja que no és necessari que el sol pertanyi a la recta perpendicular al pla descrit pel concentrador, només al pla perpendicular. A escala industrial es fan servir enormes extensions de terreny que arriben a produir entre 10 i 100 MW.
Generalment cada filera està compost per col·lectors de 12 metres en sèrie que sumen una mida de 150 metres. En el desert de Mojave, Califòrnia, hi ha 9 centrals SEGS (Solar Electric Generating Station) d'entre 14 i 80 MW cadascuna que sumen en total 354 MW. Aquestes però, funcionen també en un petit percentatge amb energia fòssil que no poden superar per rebre subvencions. Actualment a Espanya també s'està començant a implantar aquest tipus de sistema. L'empresa ACS ha instal·lat les centrals Andasol I i II a Guadix (Granada) amb una producció de 50 MW cadascuna i un rendiment força alt. La plataforma de Sonlúcar a més del sistema de central torre també gaudirà del sistema cilindre-parabòlic. Aquest sistema amb avantatges en l'àmbit industrial, també s'utilitza com a sistema calefactor d'aigua o com a cuina solar com veurem en l'apartat d'energia termosolar.

### Dish stirling
Sistema actiu de concentració solar amb forma paraboloidal que concentra els rajos solars sobre un motor Stirling, convertint l'energia solar en energia mecànica i elèctrica. El motor Stirling, explicat detalladament en l'apartat de cogeneració, es diferencia del de vapor per utilitzar gas o simplement aire com a fluid. Aquest model és adequat per a la producció elèctrica descentralitzada, ja que no necessita una instal·lació conjunta per al seu òptim funcionament. En efecte, però, el paraboloide no és desenvolupable amb una superfície plana i per aquest motiu es construeix amb petites peces prefabricades. L'orientació de l'aparell es fa automàticament prenent les dades d'un ordinador que l'indica segons la latitud i la longitud. La seva potència depèn de l'àrea solar i de l'eficàcia de cada model, generalment però, la seva producció va dels 10 als 50 kWh cadascun. Aquesta tecnologia ja fa anys que s'utilitza comercialment i és una alternativa les plaques fotovoltaiques en una petita parcel·la.
Les centrals solars termolèctriques (CET) són sens dubte una de les tecnologies energètiques renovables que poden fer una aportació considerable d'electricitat no contaminant a mitjà termini.

## Cogeneració
En les darreres pàgines podem observar dos mètodes diferents d'escalfar un fluid per a la seva posterior conversió de l'energia en electricitat amb el sol. De fet, qualsevol central termoelèctrica escalfa un fluid i amb un procés de cogeneració transforma l'energia calorífica del fluid en mecànica i elèctrica. La cogeneració aprofita les diferències tèrmiques i de pressió entre dos sistemes tèrmics diferents, i iguala tèrmicament els dos sistemes convertint l'energia del sistema amb més energia tèrmica amb energia mecànica. Després d'aquesta transformació el fluid torna a les condicions inicials i torna a completar el cicle termodinàmic. La rendibilitat de la cogeneració no és mai del 100% encara que té un alt rendiment. Les pèrdues d'energia són produïdes per la conducció tèrmica dels materials dels motors.
Depenent de la tipologia de la central termoelèctrica la font d'energia per escalfar el fluid canvia. En una central termoelèctrica clàssica s'escalfa mitjançant la combustió de carbó, carburant, gas natural o residus orgànics de la biomassa. En una central nuclear el fluid (aigua) també és escalfat per l'energia de les centrals nuclears. I en una central termoelèctrica solar el fluid s'escalfa, com és lògic amb el sol. Però independentment de la font d'energia amb la qual s'escalfa un fluid, existeixen diverses maneres per la transformació d'energia calorífica en energia mecànica i electricitat (cogeneració). La cogeneració també és utilitzada per les empreses per convertir l'energia tèrmica perduda en els processos industrials en energia mecànica o elèctrica. També la poden utilitzar per a la refrigeració/calefacció de la nau industrial i estalviar-se consum elèctric. A continuació veiem les diverses formes de transformar l'energia calorífica en energia mecànica.

### Turbines de vapors
Les turbines de vapor converteixen l'energia cinètica adquirida per un vapor a través d'un intercanvi de la quantitat de moviment entre el vapor i les pales o àleps de la turbina. S'han de diferenciar les turbines, que converteixen energia cinètica en elèctrica, de les bombes, que fan el procés invers. Les pales de les turbines denominades tècnicament àleps són dissenyades amb una forma particular que permet treure un rendiment elevat d'aquesta transformació. Una vegada transformada l'energia cinètica, el vapor torna a ser reintroduït en el circuit d'escalfament per augmentar el rendiment de la cogeneració. Com és de preveure existeixen una gran varietat de turbines de vapor, tant si les classifiquem per la seva grandària com si les classifiquem per la seva potència o per la tipologia d'escapament de vapor.

### Turbines de gas
Les turbines de gas, molt similarment a les turbines de vapor fan una transformació de l'energia cinètica en mecànica i elèctrica mitjançant una turbina. Es diferencien de les turbines de vapors perquè els gasos no experimenten un canvi d'estat després de l'alliberament d'energia i això comporta diferències tècniques. A més, sovint els gasos són producte d'una combustió tèrmica mitjançant una compressió del gas prèvia a la fase de la turbina.

### Motor de combustió interna
Els motors de combustió interna generen energia mecànica amb la combustió de gas-oil, aquesta energia mecànica es pot convertir en energia cinètica d'un automòbil o bé, en electricitat. A diferència de tots els altres sistemes de cogeneració, no s'escalfa cap fluid per a la conversió a energia mecànica. El procés es duu a terme mitjançant un motor d'explosió que transforma l'energia directament de química a mecànica sense necessitat de transportar cap fluid escalfat i sense perdre energia tèrmica. Es poden diferenciar els motors que funcionen amb gasolina normal (motors Otto) i els que funcionen amb diesel, però també es poden diferenciar els de quatre temps i els de dos temps. En aquesta matèria, hi ha una llarga història i es podria aprofundir molt, però la intenció d'aquest treball no és dedicar gaires pàgines a les energies brutes.

### Cicles Rankine
El cicle Rankine és un cicle termodinàmic que funciona el treball mecànic del vapor. Va ser ideat pel físic i filòsof escocès William John Macquorn Rankine l'any 1859 encara que no deixa de ser una evolució de l'antiga màquina de vapor. El cicle té quatre fases: en primer lloc l'aigua en estat líquid pateix una condensació fent funcionar una petita turbina, en el segon moment es transmet la calor no aprofitada al refrigerant, després mitjançant una bomba s'augmenta la pressió i per acabar, es transmet la calor al líquid mitjançant una caldera. També s'han estudiat millores d'aquest model reescalfament amb dues turbines i diverses varietats del cicle.

### Motor Stirling
El motor Stirling és un model molt diferent dels motors convencionals i també a tots els sistemes de cogeneració de turbines. És un disseny que funciona amb el treball produït per l'expansió i la contracció d'un gas (heli, hidrogen, nitrogen o simplement aire) en el procés de seguir un cicle de refredament. Perquè l'aire segueixi el camí calent fred és necessària, doncs, l'existència de dos focus tèrmics molt diferenciats. Aquest model va ser inventat l'any 1816 per Robert Stirling, també escocès, amb l'objectiu d'obtenir un motor menys perillós que la màquina de vapor. El motor Stiriling és l'únic capaç d'acostar-se al rendiment màxim previst per qualsevol cicle tèrmic. Al llarg de la història aquest motor no ha obtingut gaire reconeixement, actualment però s'està generant un ampli interès per aquest motor a causa de l'estreta relació que guarda amb l'energia solar tèrmica. Les fonts asseguren que és el motor més fàcil de construir i que fins i tot es poden construir artesanament. Podem apreciar l'eficàcia d'aquest tipus de motor amb l'observació de models capaços de fer girar un mecanisme i de generar treball amb només una petita diferència tèrmica. En famoses fonts audiovisuals de la xarxa, per exemple, podem trobar petits motors stirling sobre una tassa de te calent que amb la petita diferència tèrmica entre la tassa i l'ambient, fan funcionar el motor a alta velocitat. També podem trobar altres petits motors Stirling que funcionen simplement amb l'escalfor d'una espelma o fins i tot amb l'escalfor corporal humana.
Els motors stirling funcionen amb fases marcades per la mateixa inèrcia del motor en funcionament similarment als motors de combustió interna. Existeixen tres models del motor stirling, els alfa, els beta i els gamma. Els models alfa tenen dos cilindres amb pistons comunicats que formen un angle de 90°, un cilindre té contacte amb la font calenta i l'altre amb la font freda, el cilindre en contacte amb la font calenta es dilata i mitjançant el bombament dels pistons fan el treball que mou al motor. Els models beta del tipus són els motors originals de Robert Stirling. Consten només d'un cilindre que és bombejat per la dilatació natural de l'aire des del moment de la compressió fins al moment en què aquest aire troba la sortida d'escapament. Després d'aquesta fase per la mateixa inèrcia el motor torna a la fase de compressió de l'aire. Una variant d'aquest motor stirling beta disposa de dos cilindres, en contacte amb el seu respectiu fluid gasós: fred o calent. Els motors stirling del tipus gamma són uns motors semblants al model beta amb la característica que estan formats per dos cilindres comunicats per la part inferior del pistó del cilindre on es troba la font calenta, en el mateix cilindre. Aquesta característica fa que model sigui òptim per a la construcció artesanament.

### Efecte termoparello seebeck
L'efecte seebeck o termoparell és el fenomen capaç de generar corrent elèctric amb la unió de dos metalls diferents amb una diferència tèrmica entre les dues unions Aquest efecte pot ser emprat per a la producció d'electricitat però s'utilitza més habitualment en electrònica com a sensor tèrmic.

### Efecte temoiònico efecte Edison
Per la generació d'electricitat a partir d'una font d'energia tèrmica també es pot dur a terme mitjançant l'efecte redescobert per Edison en els seus experiments que li van permetre la invenció de la bombeta. L'efecte ja havia estat observat l'any 1873 per Frederick Guthirie mentre realitzava experiments amb objectes carregats electroestàticament. Les observacions van constatar que els metalls escalfats en el buit, emeten electrons. L'efecte s'ha utilitzat en les vàlvules de buit que van precedir als actuals díodes i tanmateix, tot i que té moltes aplicacions en l'electrònica no és més eficient que les plaques fotovoltaiques i, per tant, no s'utilitza tant en el camp de la transformació termoelèctrica.